# 冨田勝
冨田 勝（とみた まさる、1957年12月28日 - ）は、日本の生命科学者、計算機科学者。慶應義塾大学環境情報学部学部長、慶應義塾大学先端生命科学研究所所長を歴任して、慶應義塾大学名誉教授、（一社）鶴岡サイエンスパーク代表理事。ヒューマン・メタボローム・テクノロジーズ（株）創業者。Ph.D.（情報科学）、工学博士、医学博士、政策·メディア博士。父は作曲家の冨田勲。姉は妹尾理恵。
言語処理や人工知能を専門としていたが、後に生命科学に転じ、細胞シミュレーションソフトウェアE-Cellや、CE-MSによる新規のメタボローム測定法等を発表。システムバイオロジー研究・メタボローム解析の分野で第一人者となった。
NHK教育テレビ『サイエンスアイ』のレギュラーコメンテーターを務めていた。カーネギーメロン大学准教授時代はアサヒスーパードライのテレビCMに出演していた。

## 人物
1957年、作曲家である冨田勲との長男として生まれる。
学生時代
慶應義塾幼稚舎に入学し、普通部、高等学校を経て、同大学工学部数理工学科へ進学。大学在学中に「Apple漢字システム」を作成し、パソコンで漢字出力できる世界初のシステムを開発した学生として話題を集めた。慶應義塾大学卒業後、カーネギーメロン大学コンピューター科学部へ進学。ノーベル賞受賞者であるDr. ハーバート・サイモンの指導を受け、機械学習に関する研究に従事した。学位論文のテーマであるGLR法（後に冨田法ともよばれる）に関する研究成果は、米国立科学財団大統領奨励賞の受賞対象となり、レーガン大統領より表彰されている。また、通常5年以上かかる同大学の大学院コースを4年で早期修了するなど、優秀な成績を収めている。
生命科学への転身
1990年、相磯秀夫前慶應義塾大学環境情報学部長より新キャンパスへの誘いを受け帰国し、慶應義塾大学湘南藤沢キャンパスの教員となった。この当時より、コンピューター科学者が何年かけても実現できないような高度な知能システムを、たったひとつの細胞から作り出してしまう「生命のメカニズム」に興味を持ちはじめる。分子生物学を一から勉強することを決意し、教員の立場でありながら慶應義塾大学大学院医学研究科博士課程に入学（1994年）し、当時同大学の医学部教授を務めていた清水信義の指導を受け、医学博士を取得した。日本において現役の教員が学生として再入学するのは前例のないことであり、様々な苦労があったとのちに語っている。研究者が複数の専門分野を持つこと（ダブルメジャー）の重要性を説いている。
研究
1997年、細胞の系全体としての振る舞いを解析するための汎用細胞シミュレーションソフトウェア「E-Cell」を発表。"細胞シミュレーションのパイオニア的研究"として、日本IBM科学賞などを受賞している。その流れの中で、2001年には "IT主導のバイオサイエンス" という理念を掲げ、細胞シミュレーションを主軸とした大規模な生物実験施設を擁する慶應義塾大学先端生命科学研究所の創設に携わり、所長に就任した。その後、メタボローム、プロテオーム、トランスクリプトームを始めとするマルチオミクス研究に注力し、特にメタボローム解析の分野においては、キャピラリー電気泳動-質量分析計（CE-MS）を用いた新規の測定法を開発するなど、先駆的な研究成果を上げている。また、国際メタボローム学会の理事を務め、第一回会議を日本に招致するなど、本分野の火付け役となってきた。これらの功績が高く評価され、2009年には同学会より功労賞を授与されている。日本人では唯一の受賞であった。
教育への取り組み
高等教育に対して独自の理念を持っており、"学生に早い段階で先端研究に触れてもらうことは、基礎知識、基礎技術習得のモチベーションを上げ、高い教育効果がある" という考えに基づき、大学の研究室に学部一年生から所属することを推奨している。また、環境情報学部長時代には、同学部の特徴的な入試形態の一つであるAO入試制度の抜本的な改革などにも取り組んでいる。その他、大学の研究機関に高校生の研究助手を採用するなど、斬新なプログラムも積極的に導入している。さらに、全国の高校生が大学の研究所に泊まり込んで先端研究を体験できる「慶應サマーバイオキャンプ」なども企画／運営している。
起業活動
2003年に「ヒューマン・メタボローム・テクノロジーズ（HMT）」を創業。2013年に東証マザーズに株式上場を果たした。山形県鶴岡市に本社を置く唯一の上場企業となった。
2007年に冨田研究室の学生らが「スパイバー」を創業した時は技術顧問として支援した。スパイバー社は、2013年に人工クモ糸の量産工場を建設、2014年には内閣府の「革新的研究開発推進プログラム」に採択された。
スポーツ
高校時代は馬術部に所属し、国体2回出場、関東大会個人総合準優勝の成績を残している。スキーでは検定一級を取得している。また渡米中は、タッチフットボールに熱中したことを自著に綴っている。日本にタッチフットボールのルールを持ち帰った人物の一人でもあり、1992年に日本タッチ・アンド・フラッグフットボール協会（JTFA）を設立し、監事を務めていた。鳩山由紀夫首相が同協会の会長を務めていた時期もあり、タッチフットを介した二人の交遊が記録されている。2011年より、慶應義塾大学体育会ソッカー部の部長を務める。第60回全日本大学サッカー選手権大会で3位に入賞した。

## 経歴
- 1957年 東京に生まれる。
- 1981年 慶應義塾大学工学部数理工学科卒業
- 1983年 カーネギーメロン大学コンピューター科学部大学院修士課程修了
- 1985年 同博士課程修了　Ph.D. (in Computer Science)
- 1986年 カーネギーメロン大学自動翻訳研究所副所長（ - 1990年）
- 1988年 カーネギーメロン大学コンピューター科学部准教授（ - 1990年）
- 1990年 慶應義塾大学環境情報学部助教授
- 1994年 京都大学より工学博士号授与。論文博士。　　Sentence Analysis Techniques in Speech Translation(音声翻訳における文解析技法について)
- 1994年 現職助教授のまま、慶應義塾大学医学研究科博士課程入学
- 1997年 慶應義塾大学環境情報学部教授
- 1998年 慶應義塾大学医学研究科博士課程修了　医学博士(分子生物学)  Introns and reading frames: Correlation between splicing sites and their codon positions(イントロン挿入部位と読み枠との相関について)
- 2001年 慶應義塾大学先端生命科学研究所教授および所長に就任
- 2003年 慶應義塾が出資した初のバイオベンチャー『ヒューマン・メタボローム・テクノロジーズ社(HMT社)』を創設。取締役に就任。
- 2005年 慶應義塾大学環境情報学部学部長（ - 2007年）
- 2012年 慶應義塾評議員に就任
- 2014年 第10回国際メタボローム学会年会長
- 2015年 第2回星新一賞最終選考委員。
- 2019年 慶應義塾大学より政策・メディア博士（地方政策）授与。論文博士。
- 2021年 一般社団法人 鶴岡サイエンスパーク 代表理事
- 2023年 慶應義塾大学 名誉教授

## 受賞
- 1988年 米国立科学財団大統領奨励賞（Presidential Young Investigators Award from National Science Foundation)
- 1996年 第三回情報教育協会賞（財団法人私立大学情報教育協会）
- 1997年 Twentieth Century Achievement Award (American Biographical Institute, USA)
- 1997年 The Best-Poster-of-the-Conference Award (The Fifth International Conference on Intelligent Systems for Molecular Biology)
- 1998年 Gold Star Award (International Biographical Centre, England)
- 1998年 義塾賞「生命情報科学におけるパイオニア的研究」（慶應義塾）
- 1999年 ゴールドメダル賞「遺伝子情報の統合的解析への新手法」（読売新聞後援東京テクノフォーラム21）
- 2002年 IBM Japan Science Prize (IBM科学賞)
- 2003年 Shared University Research Award (米国IBM社)
- 2004年 産学官連携功労者表彰科学技術政策担当大臣賞「メタボローム解析技術の開発と実用化」
- 2007年 文部科学大臣表彰科学技術賞
- 2009年 国際メタボローム学会功労賞
- 2009年 福澤賞「バイオテクノロジーとITの融合、および医療・食品・環境・エネルギー分野における先駆的な研究成果」（慶應義塾）
- 2014年 大学発ベンチャー表彰2014特別賞[13]
- 2016年 WIRED Audi Innovation Award[14]
- 2017年 山形県特別功労賞[15]
- 2018年度 河北文化賞[16]
- 2021年 第5回バイオインダストリー大賞
- 2023年 第27回安藤百福賞大賞[17]

## 著編書
- 『脱優等生のススメ』冨田勝著 (ハヤカワ新書)2023
- 『新版プロデューサーシップのすすめ』冨田勝寄稿（紫洲書院）2023
- 『みんなで考えるAIとバイオテクノロジーの未来社会』 冨田勝編（かんき出版） 2022
- 『メタボローム研究の最前線』 冨田勝編（シュプリンガーフェアラーク東京） 2003
- 『細胞のコンピュータ・シミュレーション』，財団法人 国際高等研究所(高等研報告書0312) 2003, ISBN 4-906671-33-X
- 『ゲノム情報生物学―BioinformaticsとInformation Biology』 高木利久　冨田勝編（中山書店） 2000
- 『博士のススメ～理科系人間よ、「博士」を目指せ～』 冨田勝　橋田浩一　北野宏明著（ジャストシステム） 1993
- 『ゲーム少年の夢』 冨田勝著（講談社） 1991
- 『数学でみた生命と進化　―　生き残りゲームの勝者たち』カール・シグムンド著、冨田勝（監訳）、講談社ブルーバックス（1996年3月）。

## 参考になる文献
- "Building Working Cells 'in Silico'", Science 1999; 284-5411:80-81
- "Going for Grand Challenges", Nature 1999; 402:C70
- "E-CELL: Software environment for whole cell simulation", Bioinformatics 1999; 15:72-84
- "Computerized role models: Japan's push to create a virtual cell signals a new approach to research", Nature 2002; 417
- "Multiple high-throughput analyses monitor the response of E. coli to perturbations", Science 2007; 316:593-597
- 冨田勝教授の個人ゲノム配列が公開